# Gustavo Peña
Pour les articles homonymes, voir Pena.
Gustavo Peña (né probablement le 22 novembre 1942,, mais selon d'autres sources en 1941 et mort le 19 janvier 2021) est un footballeur international mexicain.

## Carrière
Défenseur central athlétique (1,84 m pour 79 kg), il est le capitaine de l'équipe du Mexique lors des coupes du monde 1966 et 1970. Il compte 82 sélections et 3 buts entre 1961 et 1974, ce qui en fait un des joueurs les plus célèbres au Mexique à son époque.